# 地產代理監管局

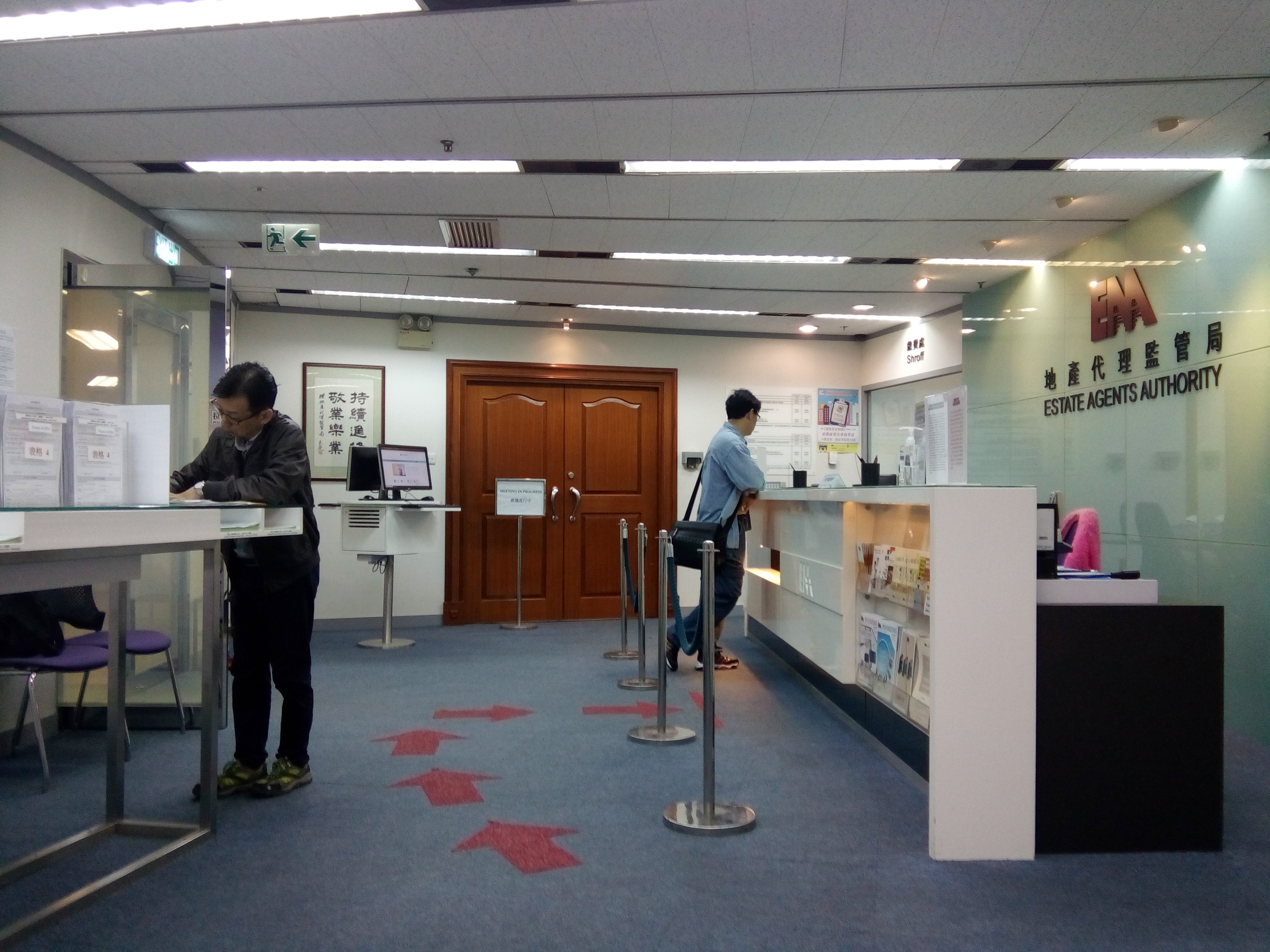
地產代理監管局辦公室位於灣仔合和中心設有資源中心，供市民和業界參考

地產代理監管局（英語：Estate Agents Authority，簡稱監管局或地監局），是根據1997年8月8日通過的香港法例第511章《地產代理條例》、在1997年11月成立的法定機構，負責規管香港地產中介人的執業；推動業界行事持正，以及鼓勵培訓，提升業界的水平和地位。
自1999年開始，凡在香港從事地產代理業務的個人或者商號，都必須持有地監局發出的有效地產代理牌照，否則即屬違法，一經定罪最高可判監禁2年及罰款50萬港元。現時的每位持牌地產代理都會獲發一個獨一無二的牌照號碼，在其名片及廣告上也會刊出。根據此號碼，消費者可以到地監局網頁，輸入便可以了解該代理的登記資料，以作參考。 （页面存档备份，存于）
2018年3月地產代理監管局斥資7,000萬港元現金向律師莫華昇等人購入首個自置辦公室柴灣東貿廣場23樓全層物業，建築面積7725平方呎，實用面積則約為六千方呎，預期交易於4月中完成，以及於7至8月期間遷入。與此同時，全新添置的7樓全層，已於2021年9月20日正式遷入，並於同日起，位於香港灣仔皇后大道東183號合和中心26樓2601室的新櫃檯服務的地址亦投入服務。
地監局現任行政總裁是曾任香港郵政署及社會福利署署長的梁松泰。

## 地監局成員
- 主席︰蕭澤宇，BBS，JP
- 副主席︰羅孔君，BBS，JP
- 委員︰張天任資深大律師
- 委員︰鄭定寧工程師
- 委員︰趙錦權
- 委員︰周偉信教授
- 委員︰朱雅儀
- 委員︰何超平
- 委員︰何應富
- 委員︰葉文祺
- 委員︰樂晗寧
- 委員︰吳恩沛
- 委員︰潘達恒
- 委員︰鄧寶善教授，MH
- 委員︰蔡志忠
- 委員︰黃河
- 委員︰黃奕鑑 ，SBS，MH，JP
- 委員︰胡慶業
- 委員︰余智榮，MH
- 委員︰房屋局常任秘書長或其代表

## 歷任主席
- 張建東（1997年11月1日－2003年10月31日）
- 潘國濂（2003年11月1日－2008年10月31日）
- 陳韻雲（2008年11月1日－2014年10月31日）
- 梁永祥（2014年11月1日－2020年10月31日）
- 廖玉玲（2020年11月1日－2022年7月28日）
- 蕭澤宇（2022年7月29日－現在）

## 外部連結
- 地產代理監管局 官方網頁（页面存档备份，存于）
- 香港法例《地產代理條例》第511章（页面存档备份，存于）
- 香港地產代理業的問題: 在香港電台《香港家書》節目中，地監局潘國濂發表看法（页面存档备份，存于）